# Charonia
Charonia is een geslacht van weekdieren uit de  familie Charoniidae.

## Soorten
- Charonia guichemerrei Lozouet, 1998 †
- Charonia lampas (Linnaeus, 1758)
- Charonia tritonis (Linnaeus, 1758) (Gewone tritonshoren)
- Charonia variegata (Lamarck, 1816)
- Charonia veterior Lozouet, 1999 †

### Synoniemen
- Charonia (Charoniella) Powell & Bartrum, 1929 † => Proxicharonia Powell, 1938
  - Charonia (Charoniella) arthritica Powell & Bartrum, 1929 † => Sassia arthritica (Powell & Bartrum, 1929) † => Proxicharonia arthritica (Powell & Bartrum, 1929) †
- Charonia arthritica Powell & Bartrum, 1929 † => Sassia arthritica (Powell & Bartrum, 1929) † => Proxicharonia arthritica (Powell & Bartrum, 1929) †
- Charonia capax Finlay, 1926 => Charonia lampas (Linnaeus, 1758)
- Charonia clifdenensis Finlay, 1924 † => Sassia neozelanica (P. Marshall & R. Murdoch, 1923) †
- Charonia crassa (Grateloup, 1847) † => Charonia lampas (Linnaeus, 1758)
- Charonia digitalis (Reeve, 1844) => Maculotriton serriale (Deshayes, 1833)
- Charonia euclia Hedley, 1914 => Charonia lampas (Linnaeus, 1758)
- Charonia grandimaculatus (Reeve, 1844) => Lotoria grandimaculata (Reeve, 1844)
- Charonia maculosum (Gmelin, 1791) => Colubraria maculosa (Gmelin, 1791)
- Charonia mirabilis Parenzan, 1970 => Charonia lampas (Linnaeus, 1758)
- Charonia nodifera (Lamarck, 1822) => Charonia lampas (Linnaeus, 1758)
- Charonia poecilostoma (Martens, 1904) => Ranella gemmifera (Euthyme, 1889)
- Charonia powelli Cotton, 1957 => Charonia lampas (Linnaeus, 1758) (synonym)
- Charonia pustulata (Euthyme, 1889) => Charonia lampas pustulata (Euthyme, 1889) => Charonia lampas (Linnaeus, 1758)
- Charonia rubicunda (Perry, 1811) => Charonia lampas (Linnaeus, 1758)
- Charonia sauliae (Reeve, 1844) => Charonia lampas (Linnaeus, 1758)
- Charonia seguenzae (Aradas & Benoit, 1872) => Charonia variegata (Lamarck, 1816)
- Charonia variegatus Reeve => Charonia variegata (Lamarck, 1816)